# Snežana Šipka
Snežana Šipka (Banja Luka, 3 novembre 1950) è un'ex cestista jugoslava.

## Carriera
Con la Jugoslavia ha disputato i Campionati europei del 1972.